# Isonychus fasciatipennis
Isonychus fasciatipennis är en skalbaggsart som beskrevs av Moser 1924. Isonychus fasciatipennis ingår i släktet Isonychus och familjen Melolonthidae. Inga underarter finns listade i Catalogue of Life.